# Jun'ichi Inamoto
Jun'ichi Inamoto (稲本 潤一, Inamoto Jun'ichi), né le 18 septembre 1979 à Yūsui (Japon) est un footballeur international japonais évoluant au poste de milieu de terrain de la fin des années 1990 jusqu'au début des années 2020.
Révélé au Gamba Osaka, il devient l’un des premiers joueurs japonais à s’imposer en Europe, avec des passages notables à Arsenal, au Fulham FC, à West Bromwich Albion, au Galatasaray SK et à l'Eintracht Francfort. Jun'ichi Inamoto se distingue par sa vision du jeu et sa capacité à se projeter vers l’avant, notamment lors de la Coupe du monde 2002, où il contribue grandement au parcours historique du Japon.

## Carrière en club

### Gamba Osaka (1997-2004)
Jun'ichi Inamoto naît le 18 septembre 1979 à Yūsui, dans la préfecture de Kagoshima. Il commence sa carrière professionnelle au Gamba Osaka à seulement 17 ans, devenant rapidement titulaire au milieu de terrain. Il s’impose comme l’un des jeunes talents les plus prometteurs du Japon, ce qui lui ouvre les portes de l’Europe. En cinq saisons avec le club japonais, il dispute 135 matchs, inscrit 17 buts et attire l’attention des recruteurs européens.

#### Prêt à Arsenal (2001-2002)
En 2001, il rejoint en prêt Arsenal qui débourse 6,9 M€ pour l'acquérir, devenant le premier Japonais à évoluer en Premier League. Il ne joue cependant aucun match officiel avec l’équipe première en championnat, mais gagne en expérience au contact d’un effectif de haut niveau. Sa présence au club reste avant tout symbolique, marquant toutefois une étape importante dans la visibilité des joueurs asiatiques en Europe.
Le 10 juin 2002, il est libéré de son contrat avec les Gunners.

#### Prêt au Fulham FC (2002-2004)
C’est au Fulham FC qu’il connaît sa meilleure période en Angleterre. Jun'ichi Inamoto y devient un titulaire régulier et se fait remarquer pour ses performances en Premier League et en compétitions européennes (Coupe Intertoto puis Coupe UEFA), notamment en inscrivant plusieurs buts importants. Malheureusement, une grave blessure au tibia lors d’un match amical avec l'équipe du Japon met brutalement fin à sa deuxième saison au club.

### West Bromwich Albion (2004-2006)
Il signe ensuite à West Bromwich Albion. Son passage y est alors moins marquant, en partie à cause de blessures qui freinent sa progression. Jun'ichi Inamoto joue tout de même un rôle dans la lutte pour le maintien du club en Premier League.

#### Prêt à Cardiff City (2004-2005)
Pendant sa période à West Bromwich Albion, Jun'ichi Inamoto est brièvement prêté à Cardiff City, où il dispute quelques rencontres en EFL Championship, sans y laisser une trace notable. Son passage reste discret, mais lui permet de reprendre confiance après sa blessure.

### Galatasaray SK (2006-2007)
Jun'ichi Inamoto rejoint le club turc du Galatasaray SK pour une courte période. Il y dispute une trentaine de matchs, notamment en championnat et en Ligue des champions, mais ne parvient pas à s’imposer durablement dans un effectif très concurrentiel.

### Eintracht Francfort (2007-2009)
Il retrouve un bon niveau en Bundesliga avec l’Eintracht Francfort, où il joue régulièrement. Utilisé comme milieu défensif ou relayeur, il apporte une certaine stabilité au milieu de terrain. Jun'ichi Inamoto profite de cette expérience pour renforcer notamment son jeu défensif mais également son intelligence tactique.

### Stade rennais FC (2009-2010)
Le 19 juin 2009, alors libre de tout contrat, Jun'ichi Inamoto s'engage pour deux saisons avec le Stade rennais FC, devenant le premier joueur japonais à porter les couleurs du club breton,. Il y retrouve notamment Carlos Bocanegra, qui l'a côtoyé au Fulham FC, et Frédéric Antonetti, qui l'a entraîné au Gamba Osaka,. Le 1er juillet 2009, il est présenté officiellement en conférence de presse.
Malgré des attentes élevées, il ne parvient pas à s’imposer face à la concurrence et joue peu. Son passage est marqué par des apparitions sporadiques, souvent en tant que remplaçant. Au début du mois de décembre, Pierre Dréossi indique que le Japonais pourrait quitter le club breton dès cet hiver,. Quelques jours plus tard, Jun'ichi Inamoto s'exprime sur sa situation et confie qu'il ne désespère pas en ajoutant toutefois qu'il partira s'il ne joue pas.
Le 12 janvier 2010, en manque de temps de jeu, Jun'ichi Inamoto quitte le club au bout d'une demi-saison,.

### Kawasaki Frontale (2010-2014)
Après une demi-saison au Stade rennais FC où il n'aura jamais réussi à prendre sa place de titulaire en raison de la trop forte concurrence au milieu de terrain, Jun'ichi Inamoto retourne dans son pays natal en signant à Kawasaki Frontale pour trois ans, dans le but d'avoir du temps de jeu pour participer à la Coupe du monde 2010 en Afrique du Sud.
Dans un rôle de milieu expérimenté, il participe activement aux saisons du club en J1 League, disputant 134 matchs et inscrivant 3 buts en cinq saisons. Jun'ichi Inamoto y joue un rôle essentiel de leader et de relais entre les générations, tout en continuant à performer sur le terrain.

### Consadole Sapporo (2015-2018)
Jun'ichi Inamoto termine sa carrière au Consadole Sapporo, évoluant en J2 League puis en J1 League. Il y joue un rôle de vétéran et de mentor pour les jeunes joueurs, tout en continuant à disputer quelques matchs. Bien qu’il ne soit plus un titulaire indiscutable, il apporte son expérience et son professionnalisme à un effectif jeune. Il est souvent cité comme un mentor par ses coéquipiers.

### SC Sagamihara (2019-2021)
En 2019, Jun'ichi Inamoto rejoint le SC Sagamihara, club évoluant alors en J3 League. Il y dispute 21 matchs et inscrit un but lors d'une victoire sur le score d'un but à zéro contre les moins de 23 ans du Gamba Osaka. Son expérience et son leadership sont précieux pour encadrer les jeunes joueurs du club. Il met un terme à sa carrière professionnelle en 2021.

### Nankatsu SC (2022-2024)
En 2022, il signe avec le Nankatsu SC, club de la Kantō Soccer League (cinquième division japonaise), fondé par le mangaka Yōichi Takahashi, créateur de la série Captain Tsubasa. Jun'ichi Inamoto y joue deux saisons. Il dispute 9 matchs et inscrit un seul but.
Le 4 décembre 2024, Jun'ichi Inamoto annonce sa retraite du football professionnel à l'âge de 45 ans,,.

## Carrière en sélection nationale
En août 1995, Jun'ichi Inamoto est sélectionné avec l'équipe du Japon des moins de 17 ans pour le Championnat du monde U17 de 1995. Il dispute les trois matchs. En avril 1999, il est sélectionné avec les moins de 20 ans pour le Championnat du monde des juniors de la FIFA 1999. Lors de ce tournoi, il dispute trois matchs et le Japon termine à la deuxième place.
Le 5 février 2000, il fait ses débuts avec l'équipe nationale du Japon sous la direction de Philippe Troussier contre le Mexique. Après ses débuts, Jun'ichi Inamoto dispute dix matchs ou plus chaque année sous la direction de l'entraîneur français.
En septembre 2000, il est sélectionné avec les moins de 23 ans pour les Jeux olympiques d'été de 2000. Il dispute l'intégralité des quatre matches et marque un but contre la Slovaquie.
En 2000, Jun'ichi Inamoto participe à la Coupe d'Asie des nations au Liban. Il dispute quatre matchs lors de la victoire du Japon. En 2001, il participe également à la Coupe des confédérations 2001. Il joue quatre matchs et le Japon termine à la deuxième place. En 2002, il est sélectionné par le Japon pour la Coupe du monde 2002. Il joue les quatre matchs et inscrit deux buts contre la Belgique lors du premier match et contre la Russie lors du second. Le Japon se qualifie pour la première fois de son histoire pour la phase à élimination directe.
Après la Coupe du monde 2002, Jun'ichi Inamoto participe à la Coupe des confédérations 2003 en France et 2005 en Allemagne. En 2006, il est sélectionné par le Japon pour la Coupe du monde 2006 en Allemagne. Il dispute deux matchs, le Japon étant éliminé en phase de groupes.
Après la Coupe du monde 2006, en raison d'un changement de génération, Jun'ichi Inamoto n'est plus sélectionné pour le Japon jusqu'en juin 2007. Par la suite, il dispute plusieurs matchs chaque année. En 2010, il est sélectionné pour la Coupe du monde 2010 en Afrique du Sud. Il dispute deux matchs lors de la qualification du Japon pour la phase à élimination directe. Cette Coupe du monde marquera les dernières apparitions de Jun'ichi Inamoto pour le Japon. Au total, il joue 82 matchs et marque 5 buts pour l'équipe nationale.

## Statistiques

### En club
| Saison                | Club                  | Championnat           | Championnat | Championnat | Championnat | Coupe nationale | Coupe nationale | Coupe nationale | Coupe de la Ligue | Coupe de la Ligue | Coupe de la Ligue | Compétition(s) continentale(s) | Compétition(s) continentale(s) | Compétition(s) continentale(s) | Compétition(s) continentale(s) | Total | Total | Total |
| Saison                | Club                  | Division              | M.          | B.          | P.d.        | M.              | B.              | P.d.            | M.                | B.                | P.d.              | Comp.                          | M.                             | B.                             | P.d.                           | M.    | B.    | P.d.  |
| 1997                  | Gamba Osaka           | J1 League             | 27          | 3           | 0           | -               | -               | -               | 6                 | 0                 | 0                 | -                              | -                              | -                              | -                              | 33    | 3     | 0     |
| 1998                  | Gamba Osaka           | J1 League             | 28          | 6           | 0           | -               | -               | -               | 4                 | 0                 | 0                 | -                              | -                              | -                              | -                              | 32    | 6     | 0     |
| 1999                  | Gamba Osaka           | J1 League             | 22          | 1           | 0           | -               | -               | -               | -                 | -                 | -                 | -                              | -                              | -                              | -                              | 22    | 1     | 0     |
| 2000                  | Gamba Osaka           | J1 League             | 28          | 4           | 0           | -               | -               | -               | 4                 | 1                 | 0                 | -                              | -                              | -                              | -                              | 32    | 5     | 0     |
| 2001                  | Gamba Osaka           | J1 League             | 13          | 2           | 0           | -               | -               | -               | 3                 | 0                 | 0                 | -                              | -                              | -                              | -                              | 16    | 2     | 0     |
| Sous-total            | Sous-total            | Sous-total            | 118         | 16          | 0           | 0               | 0               | 0               | 17                | 1                 | 0                 | -                              | -                              | -                              | -                              | 135   | 17    | 0     |
| 2001-2002             | Arsenal FC (prêt)     | Premier League        | 0           | 0           | 0           | -               | -               | -               | 2                 | 0                 | 0                 | C1                             | 2                              | 0                              | 0                              | 4     | 0     | 0     |
| 2002-2003             | Fulham FC (prêt)      | Premier League        | 19          | 2           | 0           | 2               | 0               | 0               | 2                 | 0                 | 0                 | CI+C3                          | 4+6                            | 4+0                            | 0+0                            | 33    | 6     | 0     |
| 2003-2004             | Fulham FC (prêt)      | Premier League        | 22          | 2           | 1           | 2               | 1               | 0               | 1                 | 0                 | 0                 | -                              | -                              | -                              | -                              | 25    | 3     | 1     |
| Sous-total            | Sous-total            | Sous-total            | 41          | 4           | 1           | 4               | 1               | 0               | 3                 | 0                 | 0                 | -                              | 10                             | 4                              | 0                              | 58    | 9     | 1     |
| 2004-2005             | West Bromwich Albion  | Premier League        | 3           | 0           | 0           | -               | -               | -               | -                 | -                 | -                 | -                              | -                              | -                              | -                              | 3     | 0     | 0     |
| 2004-2005             | Cardiff City (prêt)   | Championship          | 14          | 0           | 0           | 2               | 0               | 0               | -                 | -                 | -                 | -                              | -                              | -                              | -                              | 16    | 0     | 0     |
| 2005-2006             | West Bromwich Albion  | Premier League        | 22          | 0           | 1           | 2               | 0               | 0               | 2                 | 1                 | 0                 | -                              | -                              | -                              | -                              | 26    | 1     | 1     |
| 2006-2007             | West Bromwich Albion  | Championship          | 3           | 0           | 0           | -               | -               | -               | -                 | -                 | -                 | -                              | -                              | -                              | -                              | 3     | 0     | 0     |
| Sous-total            | Sous-total            | Sous-total            | 25          | 0           | 1           | 2               | 0               | 0               | 2                 | 1                 | 0                 | -                              | -                              | -                              | -                              | 29    | 1     | 1     |
| 2006-2007             | Galatasaray SK        | Süper Lig             | 25          | 0           | 1           | 4               | 0               | 0               | -                 | -                 | -                 | C1                             | 5                              | 1                              | 0                              | 34    | 1     | 1     |
| 2007-2008             | Eintracht Francfort   | Bundesliga            | 24          | 0           | 0           | 2               | 0               | 0               | -                 | -                 | -                 | -                              | -                              | -                              | -                              | 26    | 0     | 0     |
| 2008-2009             | Eintracht Francfort   | Bundesliga            | 19          | 0           | 1           | 1               | 0               | 0               | -                 | -                 | -                 | -                              | -                              | -                              | -                              | 20    | 0     | 1     |
| Sous-total            | Sous-total            | Sous-total            | 43          | 0           | 1           | 3               | 0               | 0               | -                 | -                 | -                 | -                              | -                              | -                              | -                              | 46    | 0     | 1     |
| 2009-2010             | Stade rennais FC      | Ligue 1               | 5           | 0           | 0           | -               | -               | -               | -                 | -                 | -                 | -                              | -                              | -                              | -                              | 5     | 0     | 0     |
| 2010                  | Kawasaki Frontale     | J1 League             | 28          | 0           | 1           | 2               | 0               | 0               | 4                 | 0                 | 0                 | ACL                            | 5                              | 0                              | 0                              | 39    | 0     | 1     |
| 2011                  | Kawasaki Frontale     | J1 League             | 12          | 2           | 1           | 1               | 0               | 0               | 1                 | 0                 | 0                 | -                              | -                              | -                              | -                              | 14    | 2     | 1     |
| 2012                  | Kawasaki Frontale     | J1 League             | 20          | 0           | 0           | 1               | 0               | 0               | 3                 | 0                 | 0                 | -                              | -                              | -                              | -                              | 24    | 0     | 0     |
| 2013                  | Kawasaki Frontale     | J1 League             | 25          | 0           | 2           | 3               | 0               | 0               | 10                | 0                 | 0                 | -                              | -                              | -                              | -                              | 38    | 0     | 2     |
| 2014                  | Kawasaki Frontale     | J1 League             | 14          | 1           | 0           | 1               | 0               | 0               | 1                 | 0                 | 0                 | ACL                            | 3                              | 0                              | 0                              | 19    | 1     | 0     |
| Sous-total            | Sous-total            | Sous-total            | 99          | 3           | 4           | 8               | 0               | 0               | 19                | 0                 | 0                 | -                              | 8                              | 0                              | 0                              | 134   | 3     | 4     |
| 2015                  | Consadole Sapporo     | J2 League             | 31          | 0           | 1           | 1               | 0               | 0               | -                 | -                 | -                 | -                              | -                              | -                              | -                              | 32    | 0     | 1     |
| 2016                  | Consadole Sapporo     | J2 League             | 8           | 1           | 0           | -               | -               | -               | -                 | -                 | -                 | -                              | -                              | -                              | -                              | 8     | 1     | 0     |
| 2017                  | Consadole Sapporo     | J1 League             | 6           | 0           | 0           | -               | -               | -               | -                 | -                 | -                 | -                              | -                              | -                              | -                              | 6     | 0     | 0     |
| 2018                  | Consadole Sapporo     | J1 League             | 2           | 0           | 0           | 1               | 0               | 0               | 5                 | 0                 | 0                 | -                              | -                              | -                              | -                              | 8     | 0     | 0     |
| Sous-total            | Sous-total            | Sous-total            | 47          | 1           | 1           | 2               | 0               | 0               | 5                 | 0                 | 0                 | -                              | -                              | -                              | -                              | 54    | 1     | 1     |
| 2019                  | SC Sagamihara         | J3 League             | 9           | 1           | 1           | -               | -               | -               | -                 | -                 | -                 | -                              | -                              | -                              | -                              | 9     | 1     | 1     |
| 2020                  | SC Sagamihara         | J3 League             | 1           | 0           | 0           | -               | -               | -               | -                 | -                 | -                 | -                              | -                              | -                              | -                              | 1     | 0     | 0     |
| 2021                  | SC Sagamihara         | J2 League             | 9           | 0           | 0           | 2               | 0               | 0               | -                 | -                 | -                 | -                              | -                              | -                              | -                              | 11    | 0     | 0     |
| Sous-total            | Sous-total            | Sous-total            | 19          | 1           | 1           | 2               | 0               | 0               | -                 | -                 | -                 | -                              | -                              | -                              | -                              | 21    | 1     | 1     |
| 2022                  | Nankatsu SC           | Kantō Soccer League   | 2           | 0           | 0           | 1               | 0               | 0               | -                 | -                 | -                 | -                              | -                              | -                              | -                              | 3     | 0     | 0     |
| 2023                  | Nankatsu SC           | Kantō Soccer League   | 6           | 1           | 0           | -               | -               | -               | -                 | -                 | -                 | -                              | -                              | -                              | -                              | 6     | 1     | 0     |
| 2024                  | Nankatsu SC           | Kantō Soccer League   | 0           | 0           | 0           | -               | -               | -               | -                 | -                 | -                 | -                              | -                              | -                              | -                              | 0     | 0     | 0     |
| Sous-total            | Sous-total            | Sous-total            | 8           | 1           | 0           | 1               | 0               | 0               | -                 | -                 | -                 | -                              | -                              | -                              | -                              | 9     | 1     | 0     |
| Total sur la carrière | Total sur la carrière | Total sur la carrière | 447         | 26          | 10          | 28              | 1               | 0               | 48                | 2                 | 0                 | -                              | 25                             | 5                              | 0                              | 548   | 34    | 10    |

## Sélections par année
| Équipe | Année | Apparitions | Buts |
| ------ | ----- | ----------- | ---- |
| Japon  | 2000  | 14          | 0    |
| Japon  | 2001  | 11          | 1    |
| Japon  | 2002  | 11          | 2    |
| Japon  | 2003  | 10          | 1    |
| Japon  | 2004  | 6           | 0    |
| Japon  | 2005  | 10          | 0    |
| Japon  | 2006  | 4           | 0    |
| Japon  | 2007  | 3           | 0    |
| Japon  | 2008  | 2           | 0    |
| Japon  | 2009  | 4           | 1    |
| Japon  | 2010  | 8           | 0    |
| Total  | Total | 82          | 5    |

## Buts inscrits en sélection nationale
|    | Date             | Lieu              | Adversaire  | Résultat | Compétition         |
| -- | ---------------- | ----------------- | ----------- | -------- | ------------------- |
| 1. | 4 juillet 2001   | Oita, Japon       | Yougoslavie | 1-0      | Match amical        |
| 2. | 4 juin 2002      | Saitama, Japon    | Belgique    | 2-2      | Coupe du monde 2002 |
| 3. | 9 juin 2002      | Yokohama, Japon   | Russie      | 1-0      | Coupe du monde 2002 |
| 4. | 28 mars 2003     | Tokyo, Japon      | Uruguay     | 2-2      | Match amical        |
| 5. | 9 septembre 2009 | Utrecht, Pays-Bas | Ghana       | 4-3      | Match amical        |

## Trophées et distinctions
- 1999 : Finaliste de la Coupe du monde des moins de 20 ans avec le Japon.
- 2000 : Membre de l'équipe-type de J1 League.
- 2000 : Vainqueur de la Coupe d'Asie des nations avec le Japon.
- 2001 : Finaliste de la Coupe des confédérations 2001 avec le Japon.